# DJ S.I.D.
DJ S.I.D., pseudonimo di Claudio Seed, noto anche come SuperApe (Massagno, 1986), è un beatmaker svizzero, conosciuto per aver prodotto basi strumentali a molti rapper in Italia e in Svizzera.

## Biografia
Grazie ad un padre critico musicale, una madre chitarrista ed un fratello dj, ha modo di sviluppare una grande passione per la musica sin da bambino. Nel 1998 lavora alle sue prime strumentali nonostante la giovanissima età, appassionandosi all'hip hop e proseguendo costruendosi uno studio di registrazione fai-da-te composto da un PC, un registratore mono a cassette e una tastiera roland. Con il passare del tempo conosce DJ G.Biz (Carlo Bernasconi) e Frencis (Frencesco Bernasconi), con cui fonda un trio musicale chiamato Rec-Tangle ed inizia le prime registrazioni casalinghe ed i primi live. Passa il tempo, aumentano le conoscenze, le collaborazioni e l'esperienza soprattutto in territorio italiano fino a che S.I.D. scopre la cerchia di Milano conoscendo il gruppo Spregiudicati, Bassi Maestro, Cdb, Jack the Smoker, Mace.
Nel 2002 iniziano le vere e proprie produzioni discografiche: S.I.D. realizza le strumentali per l'EP di Frencis dal titolo La trilogia, nello stesso anno produce il suo primo mix dal semplice titolo di Mixtape Vol.1. L'anno successivo produce strumentali per diversi rapper emergenti tra cui Porno (Il Senso - Promo), Tiso e T.A.P.E., ma è tra il 2004 e il 2005 che ottiene grandi riscontri dal suo lavoro, producendo l'album definitivo di Porno, oltre che per i Poeti dell'Asfalto e per StrikeMC e partecipando alla realizzazione della compilation Suonoibrido Vol.1, il 2005 lo vede protagonista su una traccia dell'album degli Audioritratti, con Kayl, con i Pesi Piuma, e con le produzioni dei Mic Killaz oltre che sulle compilation Orgoglio nazionale e Totalmente indipendente.
Dal 2004 la collaborazione con G.BIZ e Frencis porta alla fondazione dell'etichetta indipendente Rec Records che punta alla promozione dell'hip hop svizzero italofono. Attualmente la label, oltre che lo stesso S.I.D. annovera Acbess.
Nel 2006 le sue strumentali appaiono sul progetto Da Bootsleg assieme ad Asher Kuno e Palla da Phella, sull'album di Wario Parte di me, e su Artificious de Il Lato Oscuro Della Costa e con molti altri artisti emergenti, oltre a curare diversi altri mix e compilation tra cui Sorry Mixtape e Sabotage. Durante il 2006 realizza anche due lavori in coppia con Royal Frenz dal titolo "Wannabe" e "Innocents", scaricabili gratuitamente on-line.
Dopo un lungo periodo di inattività, ritorna sulla scena nel 2011, riaprendo la sua etichetta. S.I.D. aggiunge alle sue capacità quella di video maker.
Da fine 2016 cambia ufficialmente nome in SuperApe e dal 2018 entra a far parte della famiglia Dogozilla! Grazie a questa opportunità arriva a produrre artisti del calibro di Emis Killa e Gemitaiz ed entrambe le collaborazioni varranno 2 dischi d’oro.

## Discografia

### Album
- 2002 - The Mix Tape vol.1 (autoproduzione)
- 2003 - AA.VV. - Fattanza (autoproduzione)
- 2004 - Jay Z - The Black Album "Remix" (autoproduzione)
- 2005 - Dabootsleg (Kuno/Palla/S.I.D.) - Dabootsleg (Vibrarecords)
- 2005 - The Black Box vol. 5 (autoproduzione)
- 2006 - Sorry Mixtape (REC-Records)
- 2006 - Talib Kweli Remix (autoproduzione)
- 2006 - Sabotage (REC-Records)
- 2007 - Gilda Della Scienza Viva - Arte Trasmessa (REC-Records)
- 2008 - Greatest Beats (REC-Records)
- 2011 - Aspettando il buio (REC-Records) - con Merlo
- 2011 - Greatest Beats vol. II (REC-Records)
- 2011 - Merlo e Dj S.I.D. - Nero (REC-Records)
- 2011 - IKO e KRT - IKONOCLASTA (REC-Records)
- 2012 - Sorry Mixtape vol. 2 (REC-Records)
- 2013 - Murda Bone - Small City Big Dreams (REC-Records)
- 2013 - Merlo - Le mie scuse (REC-Records)
- 2013 - Rude - Radio Rude FM (REC-Records)
- 2018 - Delta Brain - 8-Bitch (autoproduzione)
- 2022 - La Capsula del tempo (REC-Records)
- 2023 - RMX Tape (REC-Records)
- 2023 - Beatografia  VOL. 1 (REC-Records)
- 2023 - Beatografia  VOL. 2 (REC-Records)
- 2023 - Beatografia  VOL. 3 (REC-Records)
- 2024 - RMX Tape 2 (REC-Records)

### Singoli
- 2004 - Jingle Rapz
- 2006 - Innocents
- 2006 - Wannabe - ft. Royal Frenz
- 2007 - Rewind - ft. Royal Frenz
- 2010 - Foolcircle - "Billie Jean (cover)"
- 2010 - Merry (F*ck)mas - feat. V.A
- 2011 - Christmas tree"feat. Step One & Soul Brain
- 2011 - Shitty Christmas - feat. V.A
- 2012 - Christmas Smile - feat. Sehty & AJB
- 2012 - Stop xMas - feat. V.A
- 2014 - Natale Pacco - feat Zigla & Delta Brain & Spasmo
- 2021 - SuperApe feat Jonny Hellas - "Chimico"
- 2021 - SuperApe feat Lester404 - "Sogni"
- 2021 - SuperApe feat Limon Willis - "Glock19"
- 2021 - SuperApe feat Aki Aki - "Tutti i giorni"
- 2021 - SuperApe feat Tommy Gun - "€uro"
- 2021 - SuperApe feat NoWordz - "Se tutto va bene"
- 2021 - SuperApe feat Egreen - "Molòn labé"

### Collaborazioni

#### Album (una o più tracce)
| - 2002 - Frencis - La Trilogia EP - 2002 - Tsunami - Tsunami EP - 2003 - Porno - Il senso (Promo CD) - 2003 - FUNO Krù - Nella quarta dimensione - 2003 - Ill3more - Lesson One - 2003 - T.A.P.E. - Tha Promo - 2004 - HIPHOP UNITED - European Compilation - 2004 - AA.VV. - DB Magazine Sampler #03 - 2004 - Poeti Dell'Asfalto - Promo CD - 2004 - AA.VV. - Suono ibrido vol. 1 - 2004 - StrikeMc - The Listening (Mixtape) - 2004 - Porno - Il senso - 2004 - Mic Killah - Stacanovisti vol. 1 - 2005 - Audioritratti - Audioritratti - 2005 - Kayl - Lutherblisset - 2005 - Pesi Piuma - 135 libbre (scratch) - 2005 - N.O.A. - Fuori dal mazzo - 2005 - Vari Artisti - Fermento urbano - 2005 - Havana Clab - Il male (scratch) - 2005 - Vari Artisti - Suono ibrido vol. 2 - 2005 - T.A.P.E. - TroppeAttenzioniPocheEmozioni - 2005 - AA.VV. - Orgoglio Nazionale (scratch) - 2005 - Piogge Estive - Tema libero - 2005 - AA.VV. - Totalmente indipendente - 2005 - Mic Killah - Stacanovisti vol. 2 - 2005 - AA.VV. - The Collection - 2005 - Mic Killah - No Problem - 2006 - AA.VV. - Street Flava 3rd Avenue - 2006 - La Suite Records - The Collection - 2006 - Palla & Lana - Applausi - 2006 - Wario - Parte Di Me - 2006 - Arte Brà - TerronSwiss Rapper EP - 2006 - TempoXso - Training Day EP (Momenti) - 2006 - Lato Oscuro Della Costa - Artificious - 2006 - Mic Killah - Stacanovisti vol. 3 - 2006 - Silvano & Deme (SnF) - Negli occhi - 2006 - AA.VV. - Conquistadores - 2006 - Waxxone - Keep It Real (mixtape) - 2006 - Naesh & Royal Frenz - Là fuori qua fuori - 2006 - New Skillz - Voltiamo pagina (scratch) - 2006 - ElDoMino & Mec Namara - Propaganda - 2006 - Duplici - Schiena contro schiena - 2006 - Redix - Caos - 2007 - Strike MC - Prima di dormire - 2007 - Metrostars - Metrotape (Vol. 1) - 2007 - TempoXso - Tutto Scorre - 2007 - Lame - 9000 Giri Mixtape - 2007 - 2 di picche - Traditori - 2007 - MDT - Sotto Zero - The Drma Tape - 2007 - Microphones Killarz - No Sense - 2007 - Dirham Records - Street Tape vol.1 - 2007 - Bisi - Basta dell'inchiostro - 2007 - TempoXso - Coscienza SporcoSud EP - 2007 - Systemania - I Say Yeah - 2007 - Catenaccio - Fuori rosa - 2007 - Ray - Linea rossa (scratch) - 2007 - Bles & Diego - The Mixtape - 2008 - TDF - Più di un gioco - 2008 - Wario - Portrait - 2008 - T-Mat - Con le mani e con i piedi - 2008 - Tony Mancino - Special Delivery - 2008 - Redix - The Grizzly MixTape | - 2008 - A-Man - Prima di partire - 2009 - Karma Krew - Esame lirico - 2009 - Linea 23 - Dal Canto Nostro - 2009 - TSU - Il risveglio - 2009 - MANU D (Karma Krew) - Due lati di me - 2009 - Mazza Ken - Real Mind - 2009 - ATPC - Solido - 2009 - Ray - Buio e luce - 2010 - Marco Aka Manny (Karma Krew) - Il colore dei sogni - 2010 - New Skillz - Sotto zero - 2010 - Nino Pee - Tre giorni dopo EP - 2010 - NEIM - Virus - 2010 - MANU D (Karma Krew) - Due lati di me Reloaded EP - 2010 - Rigantini - Stiamo Arrivando - 2011 - Manny (Karma Krew) - Ventitré - 2011 - Ago& Zigla - 50 e 50 - 2011 - Duplici - Underground Hero (Stelle Cadenti EP) - 2011 - Step One - RESET - 2011 - Iko & Krt - Iko-Noclasta - 2012 - Merlo & Caustico - Curriculum Vitae - 2012 - Rigantanti - Stiamo arrivando - 2012 - Murubutu - La bellissima Giulietta e il suo povero padre grafomane - 2012 - Tsu - Face 2 Face Mixtape - 2012 - Acbess - LVGA KING - 2013 - Sehty - ODIO E AMORE - 2013 - Silvano - EDUCATTIVO - 2013 - Brizzi - La vita secondo Brì - 2013 - ATPC - Veramente - 2013 - ElDoMino - ReportAge - 2013 - Step-One - Le mie parole peggiori - 2013 - Big D - Effetto domeeno - 2014 - Paolito - Senza fiato (Single Pack) - 2014 - Skai - A questo punto - 2014 - Big D - Eremita - 2015 - Karma Krew - Uomini come noi - 2015 - Hegokid - La croce dei bravi ragazzi - 2015 - Redix - Il mio saluto - 2016 - Rafal 27 - Le vagabond des etoiles - 2016 - Paolito - Ventricolare - 2016 - Porno MC - Rebel Family - 2016 - Moder - 8 Dicembre - 2019 - Murubutu - Tenebra è la notte e altri racconti di buio e crepuscoli (alias BadNews) - 2020 - Eldomino - Anima Explicit - 2020 - Moder - Ci sentiamo poi (alias BadNews) - 2020 - Claver Gold, Murubutu - Infernum (alias BadNews) - 2020 - Emis Killa - Supereroe - 2020 - Gemitaiz - Davide - 2021 - Big Bang Family - insid(i)e (alias Dj S.I.D.) - 2021 - Mattak - Riproduzione vietata - 2022 - Egreen - Nicolas - MXP (Deluxe Edition) - 2023 - Drimer - Scrivo Ancora 2 - 2023 - Sisma - Amos - 2024 - Ago - Lago Maggiore EP - 2024 - Akil - Tigre Bianca - 2024 - Solitudine - Anestetizzo il corpo - 2024 - TK - EUROTRAP - 2024 - Clima - GEMINI - 2024 - Drimer - Scrivo Ancora 3 - 2025 - Marcelo - Ceci n'est pas un album |

#### Singoli
| - 2003 - Tiso - "Come Stai Messa" - 2004 - Acbess - "The Dj You Respect" - 2005 - Havana Clab - "Il Male pt2 remix" - 2006 - B-Soulless - "Don't Stop Me" - 2006 - T.A.P.E. - "Cuori sordi Remix" - 2007 - Blasto - "Ali di piombo" - 2008 - Fedez - "E intanto" - 2009 - Mec Namara feat. Ghemon Scienz - "Tutto in una notte Remix" - 2010 - MAS-T feat.Daniele Vit - "Ricordi" - 2010 - Karma Krew feat. Marti - "Prova a immaginare" - 2011 - Merlo feat. Royal Frenz - "Labirinto" - 2011 - Merlo - "Non si dorme" - 2011 - Mr. Gru // GiO // NiCo - "100'000 Violoncelli" - 2011 - TSU ft. Thermanology - "Beautiful Massacre Remix" - 2011 - Merlo - "Dietro le quinte" - 2011 - IKO ft. Royal Frenz - "Lacrime e rossetto" - 2011 - IKO - "Bianco Nuvola" - 2011 - Acbess - "Bi**h" - 2012 - SOUTHKLAN - "Negativo" - 2012 - Murda Bone - "My Believe" - 2012 - Dox - "L'amore non esiste" - 2012 - NaikMan - "Chissà se ce la farò" - 2012 - Karma Krew - "Cambieremo il mondo" - 2012 - Deme - "Tu sei mia (Show Time version)" - 2013 - Karma Krew - "Uniti fieri bianconeri" - 2015 - Karma Krew - "Bastardo" feat Guè Pequeno (Club Dogo) - 2020 - OloHoma - "Como Quiero" - 2020 - Lester404 - "Mille strade" - 2020 - Emis Killa - "La mia malattia" | - 2020 - Don Joe - "F.A.K.E". feat Jake La Furia e Marracash - 2021 - Lyo - "Wild West" - 2022 - IDEM - "IACOVONE" - 2022 - Laxtaxia - "Ma va bene così" - 2022 - Royal Frenz, Dox Morgan, Voce Rosa - "Uno, Dos, Tres" - 2022 - Egreen - "Posta Prioritaria" - 2022 - Kay - "Look at me" - 2023 - Melky Sad Aek - "Heartquake" - 2023 - Dox Morgan - "Francesca" - 2023 - Lester - "1000 Amici" - 2023 - Delta Brain & SuperApe - "Prima Uscita" - 2023 - Dox Morgan & Royal Frenz - "Ma sai che c'è" - 2023 - Delta Brain & SuperApe - "Taylor & Burton" - 2024 - Delta Brain & SuperApe - "Vita offline" - 2024 - Akil - "Akil" - 2024 - Delta Brain & SuperApe - "Giornata storta" - 2024 - Clima - "Tequila" - 2024 - Clima - "Ti Compro Ti Vendo" - 2024 - DAUDA - "Glasovi" - 2024 - DAUDA - "Vozac Slepera" - 2024 - Delta Brain & SuperApe - "Ci Piace" - 2025 - Akil - "Nostalgia" - 2025 - Akil - "Sasso carta forbici" - 2025 - Pochespanne - "Via di quà" - 2025 - Moder feat Arianna Pasini - "Tu la notte e la città" - 2025 - Delta Brain & SuperApe - "NO MA VA?!" - 2025 - Akil - "Dreams" - 2025 - Mattak - "RedBull 60 seconds" - 2025 - Ryu Menpo - "Bushido 2" - 2025 - Delta Brain & SuperApe - "NICE" |

## Video
- 2011 - Merlo ft. Royal Frenz - Labirinto (prod. DJ S.I.D.)
- 2011 - Merlo - Non si dorme (prod. DJ S.I.D.)
- 2011 - DJ S.I.D. & Merlo - Dietro le quinte (prod. DJ S.I.D.)
- 2011 - DJ S.I.D. - Merlo - NERO [TEASER] (prod. DJ S.I.D.)
- 2011 - Step One - Vivo nei miei testi (prod. DJ S.I.D.)
- 2011 - Iko & Krt - IKONOCLASTA [TRAILER]
- 2011 - Nico - Sogni per la vita
- 2011 - Beri & Benga - La mia storia (prod. DJ S.I.D.)
- 2011 - DJ S.I.D. - Shitty Christmas (Nico, Dayno, Acbess, Deme, Step One, Silvano, Sethy) (prod. Dj S.I.D.)
- 2012 - Iko & Krt - Dannato ft. Soul Brain (prod. DJ S.I.D.)
- 2012 - Karma Krew con Gino Agostini - TUTTA LA VITA (prod. DJ S.I.D.)
- 2012 - Merlo & Caustico - Curriculum vitae [TRAILER]
- 2012 - DJ S.I.D. - Sorry vol. 2 [TRAILER]
- 2012 - Acbess - Bi**ch (prod. DJ S.I.D.)
- 2012 - Ray - La strada giusta
- 2012 - Sehty - Dimmi come
- 2012 - Acbess - Rock
- 2012 - Murda Bone - My Believe
- 2012 - Dj S.I.D. - Stop xMas
- 2012 - Brizzi - Zombie
- 2014 - Merlo - Pivo & Pino Mixtape
- 2025 - Merlo - A riva del torrente (reel)